# داريو بوند
داريو بوند (بالإيطالية: Dario Bond)‏ هو سياسي إيطالي، ولد في 18 مايو 1961 في إيطاليا. حزبياً، نشط في فورزا إيطاليا. وقد انتخب عضو مجلس النواب في الجمهورية الإيطالية.